# Cantus firmus
En música, el cantus firmus (en llatí, "cant fix") és una melodia prèvia que serveix de base d'una composició polifònica, i que a vegades s'escriu a part.

## Història
Les composicions polifòniques més antigues presentaven un cantus firmus provinent d'un cant pla, com el cant gregorià, si bé el terme no s'usa fins al segle xiv. Les composicions polifòniques més antigues que es conserven, com la Musica Enchiriadis (del segle ix), contenien el cantus firmus a la veu superior, i la part afegida pel compositor a la veu inferior, però pels volts del segle xii el cantus firmus comença a aparèixer a la part inferior. Més tard el cantus firmus apareixerà al tenor (del llatí 'tenere', sostenir).
Compondre a partir d'un cantus firmus continua sent la norma durant el segle xiii i XIV. La missa cíclica del segle XV usava la tècnica del cantus firmus com a principi organitzatiu. En un principi el cantus firmus es perfilava com un cant pla, però els compositors d'Itàlia, França o els Països Baixos l'utilitzaren com a paròdia i paràfrasi, mentre els creadors d'Espanya, Portugal i Alemanya continuaren usant el mètode del cantus firmus segons la seva particularitat nacional.

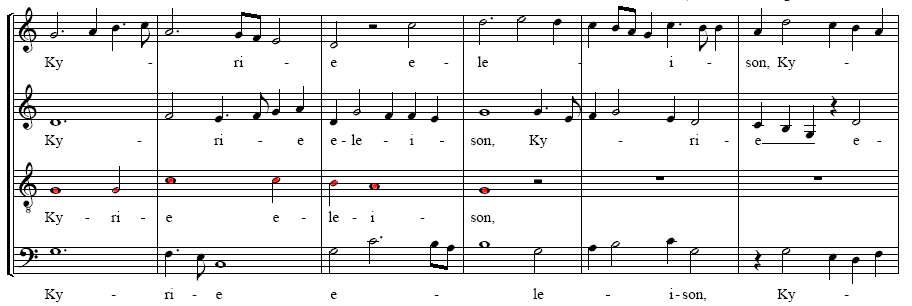
Inici de L'homme armé. El cantus firmus apareix marcat en vermell.

El conjunt d'obres profanes més extens en el que s'utilitzà el cantus firmus fou L'homme armé.
Els compositors alemanys del Barroc, especialment Johann Sebastian Bach, van fer servir corals com a cantus firmi.

## Com a mètode d'ensenyament
S'utilitza el cantus firmus, i continua utilitzant-se, en l'ensenyament del contrapunt i és la base del, en del Gradus ad Parnassum de Johann Joseph Fux, publicat primer per Girolamo Diruta el 1610.

## Com a coral
Com Cantus Firmus es coneix també a un cor ubicat a la localitat de Centelles, província de Barcelona. Cor que ha participat en concursos internacionals com Certamen Coral Internacional "Vila d'Avilés" i Festival Internacional de Música de Cantonigròs, i ha realitzat gires per Itàlia, Holanda o les illes Balears, entre d'altres. El Cor Cantus Firmus forma part de la centenària Societat Coral La Violeta, de Centelles.